# Mapania archboldii
Mapania archboldii är en halvgräsart som beskrevs av Hendrik Uittien. Mapania archboldii ingår i släktet Mapania och familjen halvgräs. Inga underarter finns listade i Catalogue of Life.